# Anopheles lungae
Anopheles lungae este o specie de țânțari din genul Anopheles, descrisă de John Nicholas Belkin și Schlosser în anul 1944. Conform Catalogue of Life specia Anopheles lungae nu are subspecii cunoscute.